# Circondario del Salzland
Il circondario del Salzland (in tedesco Salzlandkreis) è uno dei circondari dello Land tedesco della Sassonia-Anhalt.

## Storia
Il circondario del Salzland nasce dalla Kreisreform del 1º luglio 2007 che ha ridisegnato tutti i circondari (escluse le città indipendenti) della Sassonia-Anhalt, riducendone il numero da 21 ad 11. È stato creato dalla fusione degli ex circondari di Aschersleben-Staßfurt, Bernburg e Schönebeck.
Il 29 dicembre 2007 i comuni di Drohndorf (519 ab.), Freckleben (723 ab.) e Mehringen (1 105 ab.), sono divenute frazioni di Aschersleben. Sempre nella stessa data la città di Biere (2 431 ab.) ed i comuni di Eggersdorf (1 240 ab.), Eickendorf (1 143 ab.), Großmühlingen (1 059 ab.), Kleinmühlingen (640 ab.), Welsleben (1 835 ab.) e Zens (288 ab.) si sono fusi per formare il nuovo comune, con status di città, di Bördeland, che ha rimpiazzato l'ex Comunità amministrativa Südöstliches Bördeland. Tali riforme sono entrate in vigore dal 1º gennaio 2008.
Dal 27 novembre 2012 nel circondario del Salzland è di nuovo possibile, oltre alla targa automobilistica SLK, richiedere una delle vecchie targhe che in seguito alle riforme del 1994 e del 2007 non erano più state distribuite. Queste sono: ASL per Aschersleben-Straßfurt, BBG per Bernburg, SBK per Schönebeck e SFT per Staßfurt.

## Origine del nome
Il nome del circondario del Salzland deriva dalla secolare tradizione dell'estrazione del sale (Salz) nella regione, in particolare nella zona "Grß Salze" oggi chiamata Bad Salzelmen. L'estrazione del sale fu interrotta nel 1967, ma l'acqua salsa ("Sole") è un ingrediente importante delle terme della regione.

## Città e comuni
Dal 1º settembre 2010 il circondario del Salzland è diviso in 21 comuni:
(Abitanti il 31 dicembre 2022)
Città non appartenenti ad alcuna comunità amministrativa
- Aschersleben (26 604)
- Barby (8 129)
- Bernburg (32 261)
- Calbe (8 222)
- Hecklingen (6 893)
- Könnern (8 094)
- Nienburg (5 966)
- Schönebeck (30 389)
- Seeland (7 735)
- Staßfurt (24 293)

Comuni non appartenenti ad alcuna comunità amministrativa
- Bördeland (7 507)

Comunità amministrative e comuni

(* Sede della comunità amministrativa)
| - 1. Comunità amministrativa Egelner Mulde 1. Bördeaue (1 788) 2. Börde-Hakel (3 025) 3. Borne (1 146) 4. Egeln, città * (3 216) 5. Wolmirsleben (1 362) | - 2. Comunità amministrativa Saale-Wipper 1. Alsleben (Saale), città (2 564) 2. Giersleben (944) 3. Güsten, città * (4 038) 4. Ilberstedt (989) 5. Plötzkau (1 255) |